# Jóslat
Jóslat – dziesiąty album węgierskiego zespołu Bonanza Banzai, wydany w 1994 roku przez BMG na MC i CD. Był to jednocześnie ostatni album studyjny tej grupy. Nagrań albumu dokonano w Tom-Tom Studio.
Album zajął pierwsze miejsce na węgierskiej liście przebojów.

## Lista utworów
Źródło: discogs.com
1. „Jóslat” (4:20)
2. „Érints meg!” (4:10)
3. „Barátom” (4:46)
4. „Csak a dal” (4:17)
5. „Térj vissza” (3:56)
6. „Pogo ’94” (3:18)
7. „Régi indulat” (4:20)
8. „Ha újra élhetnék” (4:35)
9. „Evlyn Roe” (4:33)
10. „Kezemet nyújtom” (3:53)
11. „Jóslat (Reprise)” (3:25)

## Skład zespołu
Źródło: discogs.com
- Ákos Kovács – wokal, gitara
- Zsolt Hauber – syntezator
- Gábor Menczel – syntezator